# (11335) Santiago
(11335) Santiago (1996 HW23) – planetoida z pasa głównego asteroid okrążająca Słońce w ciągu 3,64 lat w średniej odległości 2,36 j.a. Odkryta 20 kwietnia 1996 roku.